# Selâmet II Giray
Selâmet II Giray (1691-1751) fou kan de Crimea (1740-1743). Era fill de Devlet II Giray i va succeir a Meñli II Giray.
Va designar a Azemet Giray com a khalgay i Toqtamix Giray com a nureddin. El 1742 Azemet fou substituït per Selim Giray. Va reconstruir el palau del kan de Bagchi-Sarai i una de les mesquites arruïnada pels russos.
Fou deposat el 20 de desembre de 1743 per culpa de les queixes dels russos per la negligència del kan en l'alliberament de presoners de guerra, d'acord amb el tractat de pau. La Porta va nomenar kan al khalgay Selim II Giray.